# Reprezentacja Wysp Owczych w piłce ręcznej mężczyzn
Reprezentacja Wysp Owczych w piłce ręcznej mężczyzn – narodowy zespół piłkarzy ręcznych Wysp Owczych.
W czerwcu 2015 roku Wyspy Owcze zwyciężyły w IHF Emerging Nations Championship 2015. W edycji 2017 obroniły mistrzostwo. W 2024 po raz pierwszy w historii uczestniczyły w Mistrzostwach Europy – w grupie z Norwegią, Słowenią i Polską zajęły ostatnie miejsce, zdobywając punkt przeciwko Norwegom.